# Serge Poliakoff
Pour les articles homonymes, voir Poliakov.
Serge Poliakoff, né le 8 janvier 1900 à Moscou et mort le 12 octobre 1969 à Paris, est un peintre français d'origine russe appartenant à la nouvelle École de Paris.

## Biographie
Serge Poliakoff (Sergueï Poliakov) est le treizième enfant d'une fratrie de quatorze. Son père, rom kirghize, qui avait possédé des élevages de chevaux, fournit l'armée et possède une écurie de course. Sa mère l'entraîne tous les jours à l'église où les icônes le fascinent. Il s'inscrit à l'école de dessin de Moscou. Quittant la Russie en 1918 (ou 1919), il arrive en 1920 à Constantinople, subsistant grâce à son talent de guitariste. 
Passant par Sofia, Belgrade, Vienne et Berlin, Poliakoff s'établit en 1923 à Paris où il ne cessera de jouer dans les cabarets russes. En 1929, il s'inscrit à l'académie de la Grande Chaumière. Ses peintures demeurent académiques jusqu'à la découverte qu'il fait à Londres — où il séjourne de 1935 à 1937 — de l'art abstrait et de la luminosité des couleurs des sarcophages égyptiens. Il se lie peu après avec Kandinsky, Sonia Delaunay et Robert Delaunay, Otto Freundlich et Jean-Michel Coulon. En 1935, rencontre coup de foudre avec la Britannique Marcelle Perreur Loyd qui deviendra sa femme et son plus fidèle soutien (elle mourra en 1981). 
Sa peinture se dégageant de toute représentation, Poliakoff est rapidement considéré comme l'un des peintres les plus puissants de sa génération. En 1947, il est entraîné par Jean Deyrolle à Gordes (Vaucluse), avec notamment Gérard Schneider, Gilioli, Victor Vasarely, Jean Dewasne.
Au début des années 1950, il loge dans l'hôtel du Vieux-Colombier, à proximité de Saint-Germain-des-Prés, que tiennent Louis Nallard et Maria Manton, continuant d'assurer sa subsistance en jouant de la balalaïka. Un contrat lui permet rapidement une meilleure stabilité matérielle.
En 1954 et 1955, sur une proposition du poète et critique d'art Charles Estienne, Poliakoff s'installe pour l'été, avec Jean Degottex, René Duvillier et Marcelle Loubchansky à Portsall (Finistère).
En 1962, une salle est réservée à ses peintures à la Biennale de Venise et Poliakoff est naturalisé français la même année. Ses œuvres figurent dans la plupart des musées européens et new-yorkais. Il a aussi travaillé la céramique à la Manufacture de Sèvres. Il incita Arman à faire de la peinture.
En 1965, Yves Saint Laurent signe une robe Poliakoff et une robe Mondrian.
Il est enterré au cimetière russe de Sainte-Geneviève-des-Bois.

## Collections publiques
- Centre Pompidou[3] :
  - 1951 - Composition gris et noir
  - 1952 - Jaune et noir
  - 1955 - Composition
  - 1964 - Composition rouge et bleue
  - 1964 - Composition bleue
  - 1965 - Composition rouge et bleue
  - 1968 - Composition
- Musée d'art moderne de la ville de Paris :
  - 1955 - Composition
  - 1966 - Tempera
  - 1968 - Composition abstraite
- Nord :
  - 1954 - Composition, Palais des beaux-arts de Lille[4]
  - 1968 - Composition rouge et jaune, LaM (Villeneuve-d'Ascq)[5]
- Bretagne :
  - 1954 - Composition au fond bleu, musée d'Arts de Nantes
  - 1963 - Composition bleue et jaune, musée des beaux-arts de Rennes
- Bourgogne :
  - 1969 - Composition, musée des beaux-arts de Dijon
- Alsace :
  - 1959 - Composition abstraite, musée d'art moderne et contemporain de Strasbourg
  - 1967 - Composition murale, Musée Unterlinden (Colmar)
- Rhône-Alpes :
  - 1949 - Composition, musée de Grenoble
  - 1950 - Composition, musée des beaux-arts de Lyon
  - 1956 - Composition bleue, rouge et grise, musée d'art moderne et contemporain de Saint-Étienne Métropole
- Occitanie :
  - 1964 - Composition grise et rouge, musée Fabre (Montpellier)
  - 1964 - Composition rouge orangé jaune, Les Abattoirs (Toulouse)
  - 1966 - Composition abstraite, musée des Beaux-Arts de Carcassonne

## Expositions

### Quelques expositions posthumes
Un an après sa mort se tient la première exposition au musée d'Art moderne de la Ville de Paris.
En 1972, exposition avec Avigdor Arikha, Balthus, François Heaulmé, Giorgio Morandi, Mark Tobey, à la Galerie Hervé Odermatt, Paris.
En 1985, hommage lors de la Première Mondiale d'Art Tzigane à la Conciergerie de Paris en présence de son fils Alexis Poliakoff, cinéaste, dans le comité d'honneur.
En 2006, Poliakoff fait partie des peintres rassemblés au Musée du Luxembourg (Sénat) pour l'exposition « L'Envolée lyrique, Paris 1945-1956 » (Composition en brun, 1947, Ny Carlsberg Glypothek, Copenhague ; Composition rouge avec trait, 1952, Musée de Cologne ; Composition IV, 1954).
En 2013, la galerie Applicat-Prazan expose une vingtaine d'œuvre de Poliakoff à la 40e édition de la FIAC,.

### Rétrospectives
- 1970 : Centre Pompidou Impossible, le centre ne fonctionne qu'à partir de février 1977.
- 1971 : Musée Unterlinden (Colmar)
- 1971 : Musée d'art de Tel Aviv
- 1972 : Statens Museum for Kunst (Copenhague)
- 1974 : Musée Fabre (Montpellier)
- 1975 : Palais des beaux-arts de Charleroi
- 1976 : Centre d'art Henie-Onstad (Oslo)
- 1985 : Première Mondiale d'Art Tzigane à la Conciergerie de Paris[6]
- 1986 : Fondation Gianadda (Martigny)
- 1995 : Musée Maillol (Paris)
- 2001 : Musée des Beaux-Arts de Carcassonne
- 2002 : Lieu d'art et action contemporaine de Dunkerque
- 2008 : Musée BAM de Mons
- 2013-2014[10] : « Serge Poliakoff, le rêve des formes », musée d'Art moderne de la Ville de Paris : rétrospective de près de 150 œuvres réalisées entre 1946 et 1969[11].

## Bibliophilie
- Platon, Parménide, traduction de Pierre Albert-Birot, gravures originales de Serge Poliakoff imprimées par Jean Signovert, La rose des vents, 1964.

## Cote
Une composition abstraite Rouge bleu jaune, peinte en 1954 et provenant de la collection du Dr Franz Meyer, a été adjugée aux enchères chez Christie's à Shanghai pour 1 104 282 dollars (7 560 000 yuan) le 21 septembre 2018.
Une Composition abstraite à dominante rouge, peinte en 1953 et provenant de la collection de son ami le prince Igor Troubetzkoy, a été adjugée aux enchères à Paris pour 603 200 euros en juin 2007.

## Hommages

### Philatélie
En hommage à Poliakoff, un timbre reproduisant l'une de ses œuvres, Composition (1954), est émis par les Postes françaises en 1988 (valeur de 5 FF).

### Odonyme
Une place de Paris, dans le 13e arrondissement, a été nommée en son nom, la place Serge-Poliakoff.

### Vidéos
- Serge Poliakoff : portrait intime du peintre, Naive vision
- Serge Poliakoff : rétrospective, au BAM (Beaux-Arts Mons) - E.K. Network TV.
- « Serge Poliakoff : interview de Marie-Victoire et Alexis Poliakoff », lors de l'exposition Applicat-Prazan, FIAC 2013